# Protaetia pryeri
Protaetia pryeri är en skalbaggsart som beskrevs av Oliver Erichson Janson 1888. Protaetia pryeri ingår i släktet Protaetia och familjen Cetoniidae.

## Underarter
Arten delas in i följande underarter:
- P. p. tsutsuii
- P. p. akusekiana
- P. p. esakii
- P. p. nitidicosta